# جان بيرن
جان بيرن (بالإنجليزية: Jean Byrne)‏ هي مُدرسة أمريكية، ولدت في 17 أكتوبر 1926 في نيوآرك في الولايات المتحدة، وتوفيت في 9 أغسطس 2015 في هيلتون هيد أيلاند في الولايات المتحدة.